# Psammochloa
Psammochloa là một chi thực vật có hoa trong họ Hòa thảo (Poaceae).

## Loài
Chi Psammochloa gồm các loài: